# Hypoplexia palliata
Hypoplexia palliata là một loài bướm đêm trong họ Noctuidae.